# La Bastida d'Èrç
La Bastida d'Èrç (francès La Bastide-sur-Hers) és un municipi francès situat al departament de l'Arieja i a la regió d'Occitània.